# Arbeit macht frei

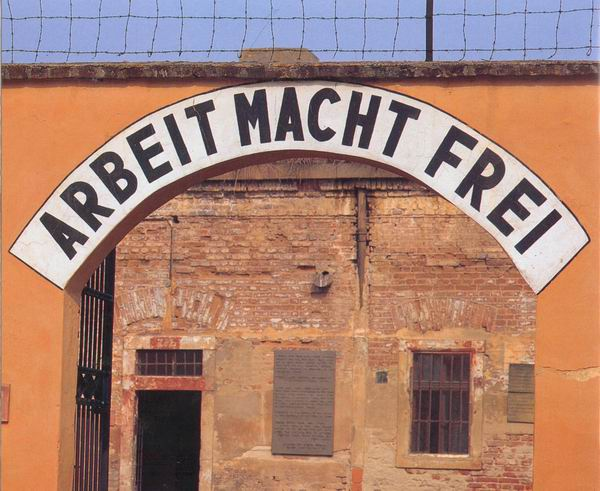
Aufschrift am Gestapo-Gefängnis in der Kleinen Festung Theresienstadt

Der Spruch bzw. die Phrase Arbeit macht frei wurde durch seine Verwendung als Toraufschrift an den nationalsozialistischen Konzentrationslagern bekannt. Durch die Pervertierung der ursprünglichen Bedeutung wird er heute als zynische und die Opfer verhöhnende Parole zur Verschleierung der menschenunwürdigen Behandlung in den Konzentrationslagern verstanden, in denen Zwangsarbeit der Unterwerfung, Ausbeutung, Erniedrigung und Ermordung von Menschen diente.

## Vorgeschichte

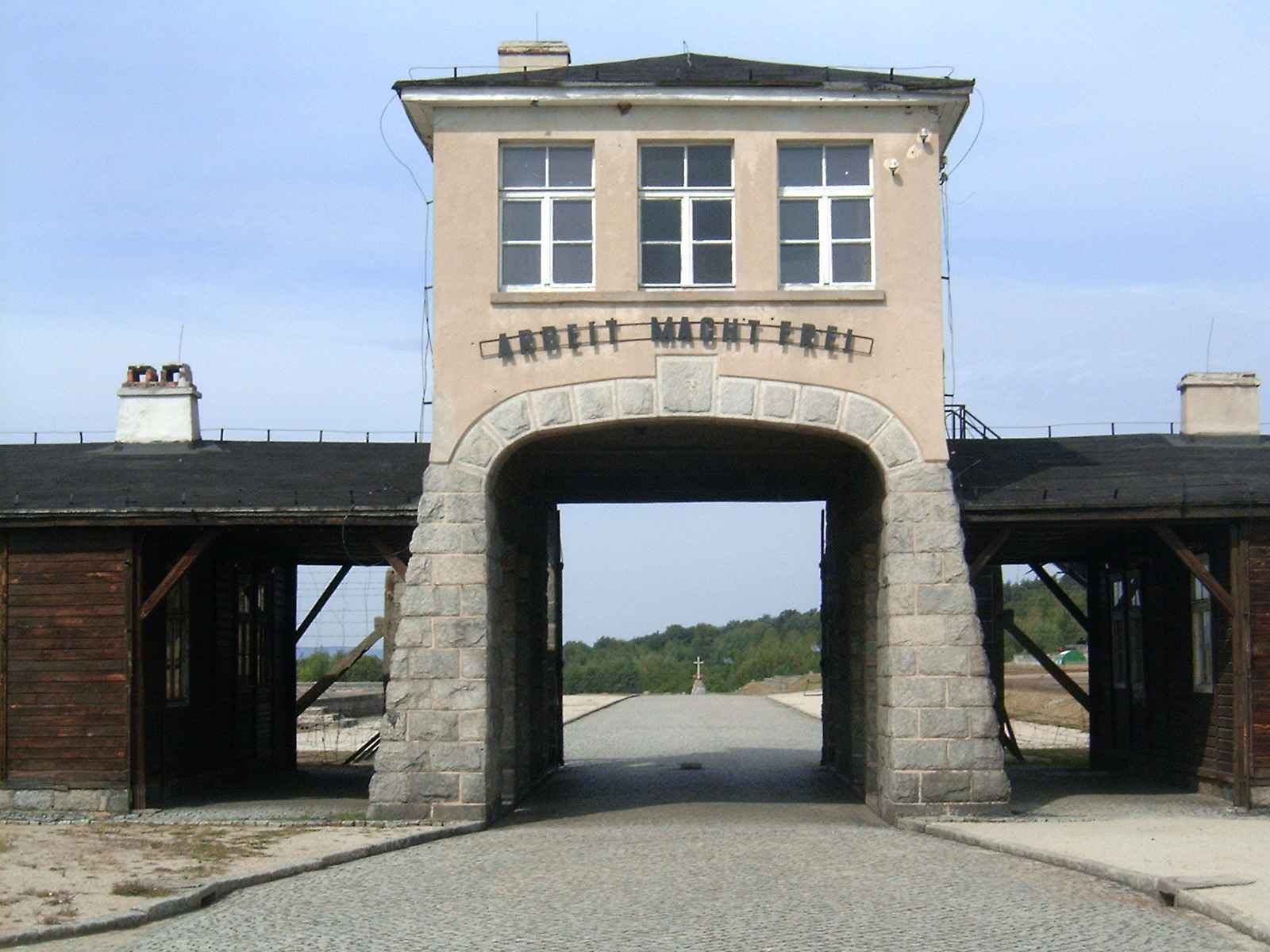
Torinschrift KZ Groß-Rosen

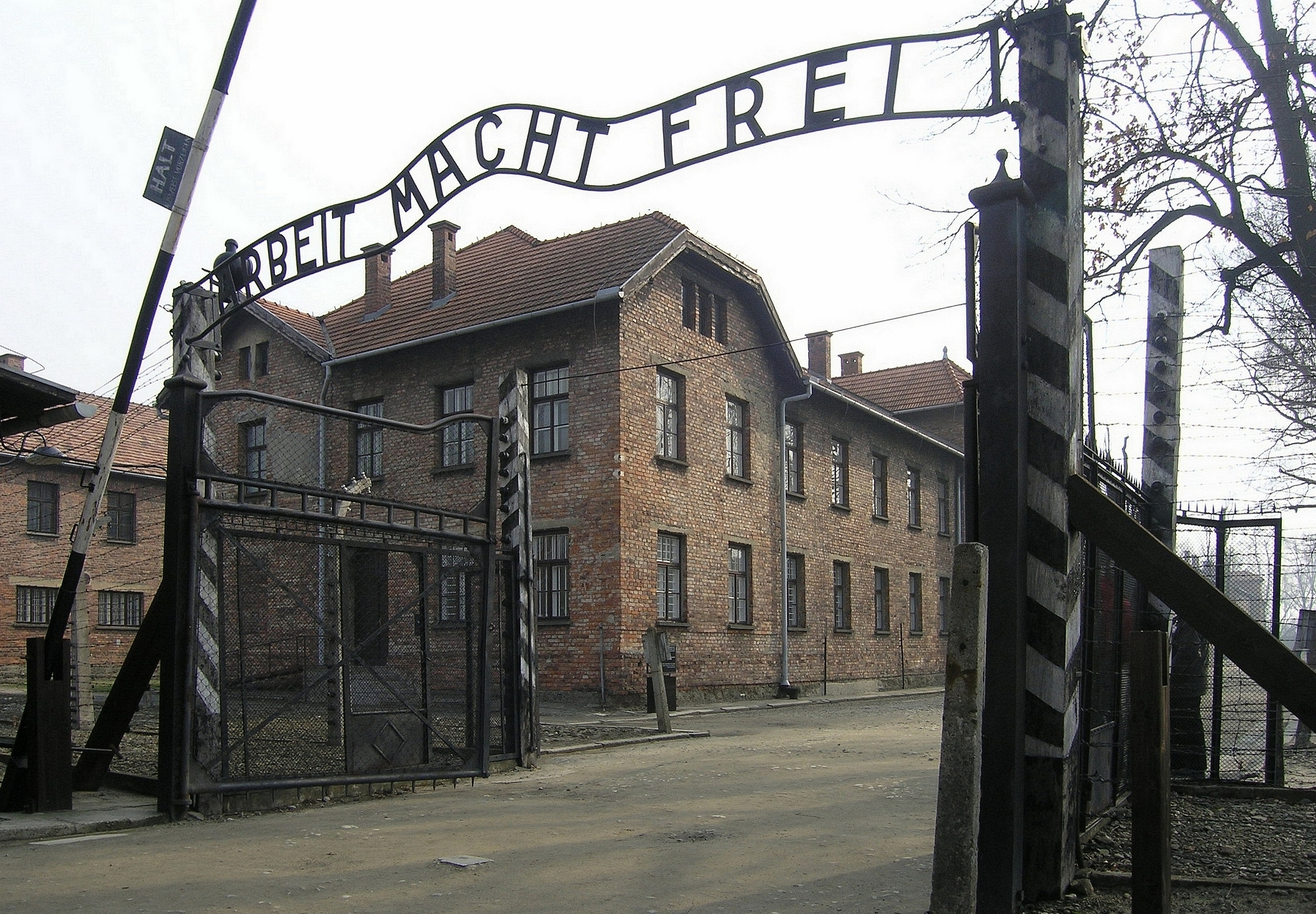
Eingangstor des KZ Auschwitz I (Stammlager), 2007

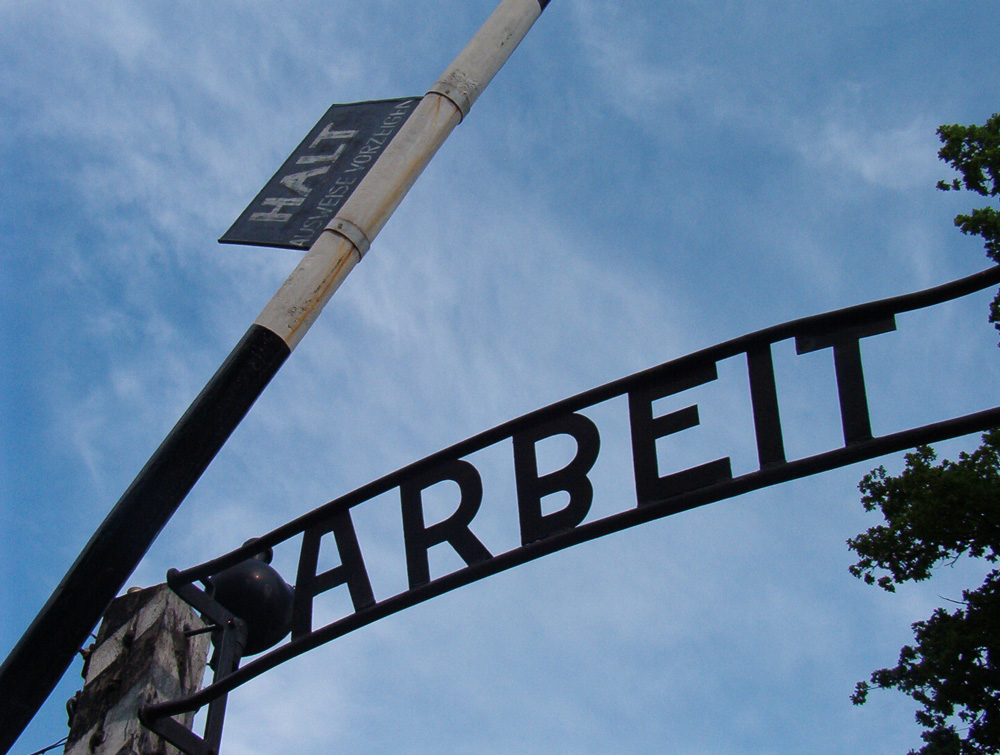
Schriftzug mit umgedrehtem B in Auschwitz I

Søren Kierkegaard schrieb in seinem 1843 erschienenen Werk Entweder – Oder, das er unter seinem Pseudonym Victor Eremita veröffentlichte, Folgendes: „Die Pflicht, zu arbeiten, um zu leben, drückt das Allgemein-Menschliche und zugleich auch in einem andern Sinne das Allgemeine aus, weil es ein Ausdruck der Freiheit ist. Gerade durch die Arbeit macht der Mensch sich frei, durch die Arbeit wird er ein Herr der Erde, durch die Arbeit endlich beweist er es, dass er über der Natur steht.“ Entweder-Oder entstand in Teilen in Berlin, wo Kierkegaard sich zwischen 1841 und 1843 mehrmals aufhielt. Heinrich Beta, der zu dieser Zeit schon in Berlin als Redakteur und Publizist arbeitete, verwendete die Formulierung erst zwei Jahre später (1845) in der Schrift Geld und Geist: „Nicht der Glaube macht selig, nicht der Glaube an egoistische Pfaffen- und Adelzwecke, sondern die Arbeit macht selig, denn die Arbeit macht frei. Das ist nicht protestantisch oder katholisch, oder deutsch- oder christkatholisch, nicht liberal oder servil, das ist das allgemein menschliche Gesetz und die Grundbedingung alles Lebens und Strebens, alles Glückes und aller Seligkeit.“ (Hervorhebung im Original).
Sie ist auch 1849 in der Literaturzeitschrift Neues Repertorium für die theologische Literatur und kirchliche Statistik zu finden, wo in einer Rezension der deutschen Übersetzung der Schrift L’Europe en 1848 von Jean-Joseph Gaume argumentiert wird: „Das Evangelium und, auf seine ursprüngliche Wahrheit zurückgehend, die Reformation wollen freie Menschen erziehen und nur die Arbeit macht frei, ist daher auch nach den Begriffen der Reformatoren etwas Heiliges.“
Arbeit macht frei ist außerdem der Titel einer 1873 veröffentlichten Erzählung des deutschnationalen Autors Lorenz Diefenbach (Vorabdruck 1872 in der Wiener Zeitung Die Presse). 1922 druckte der Deutsche Schulverein Wien Beitragsmarken mit der Aufschrift „Arbeit macht frei“ zusammen mit dem Hakenkreuz.
Wie es in nationalsozialistischen Kreisen zur Verballhornung dieser Redewendung kam, ist noch nicht abschließend geklärt. Sicher ist, dass ein Bezug zur Arbeitspflicht der Lagerordnung gegeben ist. Mit „Arbeit“ war dabei fast ausschließlich schwere körperliche Zwangsarbeit gemeint.

## Verwendung in den Konzentrationslagern
In einigen NS-Konzentrationslagern war die Toraufschrift eine zynische Umschreibung für den angeblichen Erziehungszweck der Lager, deren tatsächlicher Zweck oft die Vernichtung durch Arbeit war. Der Historiker Harold Marcuse führt die Verwendung als KZ-Motto auf Theodor Eicke, den ersten SS-Kommandanten des KZ Dachau, zurück. Sein Kollege Martin Broszat nahm an, dass der für die Anbringung am Tor des KZ Auschwitz verantwortliche dortige Kommandant Rudolf Höß „sie in seiner beschränkten Denk- und Empfindungsweise bis zu einem gewissen Grade ernst gemeint habe“. „Aus dem modernen Mythos des schließlich für spezifisch deutsch gehaltenen Arbeitsgeistes erwuchs eine der Vernichtungsstrategien des Völkermords.“ Zusätzlich zur Toraufschrift wurde in einigen Konzentrationslagern – beispielsweise auf dem Wirtschaftsgebäude des KZ Dachau sowie in Sachsenhausen und Neuengamme – gut sichtbar eine von Heinrich Himmler stammende Parole angebracht: „Es gibt einen Weg zur Freiheit. Seine Meilensteine heißen: Gehorsam, Fleiß, Ehrlichkeit, Ordnung, Sauberkeit, Nüchternheit, Wahrhaftigkeit, Opfersinn und Liebe zum Vaterland!“.

### Auschwitz
Am Tor des Stammlagers Auschwitz befindet sich der Schriftzug „Arbeit macht frei“ mit einem auf dem Kopf stehenden Buchstaben B. Ehemalige Auschwitz-Häftlinge berichten, es habe sich um einen heimlichen Protest ihres Mitgefangenen Jan Liwacz gehandelt, der als Kunstschlosser mehrere Auftragsarbeiten für die SS ausführen musste, darunter 1940 den Schriftzug.
Diebstahl
Der originale Schriftzug wurde in den frühen Morgenstunden des 18. Dezember 2009 gestohlen. Noch am selben Morgen wurde er durch eine Kopie ersetzt, die bereits für den Einsatz während früherer Restaurierungsarbeiten angefertigt worden war. Zur Aufklärung des Diebstahls leitete die polnische Polizei eine Großfahndung ein und verschärfte die Grenzkontrollen. Drei Tage nach dem Diebstahl wurde der Schriftzug in einem Waldversteck im Norden Polens aufgefunden. Die Inschrift war in drei Teile zu je einem Wort zerlegt worden. Fünf Männer im Alter von 20 bis 39 Jahren wurden festgenommen. Der Schriftzug wurde in der Werkstatt der Gedenkstätte restauriert. Es wurde angekündigt, dass er nicht an seinen alten Platz zurückkehrt, sondern künftig in einem geschlossenen Raum des Museums gezeigt wird.
Im Dezember 2010 wurde in Polen der Schwede Anders Högström, der als Drahtzieher des Diebstahls gilt, zu einer Haftstrafe von zwei Jahren und acht Monaten verurteilt. Zwei polnische Komplizen mussten für mehr als zwei Jahre ins Gefängnis. Bereits früher wurden drei weitere polnische Komplizen zu Haftstrafen zwischen eineinhalb und zweieinhalb Jahren verurteilt. Högström sollte seine Strafe in Schweden absitzen. Nach eigenen Angaben wollte er den Schriftzug in Schweden weiterverkaufen.

### Auschwitz-Monowitz
Unklarheit herrscht darüber, ob es auch in Auschwitz-Monowitz ein „Arbeit macht frei“-Schild gab. Dies behaupten unter anderen Primo Levi sowie der damalige britische Soldat Denis Avey in seinem Buch Der Mann, der ins KZ einbrach. Der Historiker Piotr Setkiewicz vom Museum Auschwitz bezweifelt, dass es bei Monowitz ein solches Schild gab.
Edith Eger spricht in ihrem Buch Ich bin hier, und alles ist jetzt über ein Arbeit-macht-frei-Schild in Auschwitz II (Birkenau).

### Dachau

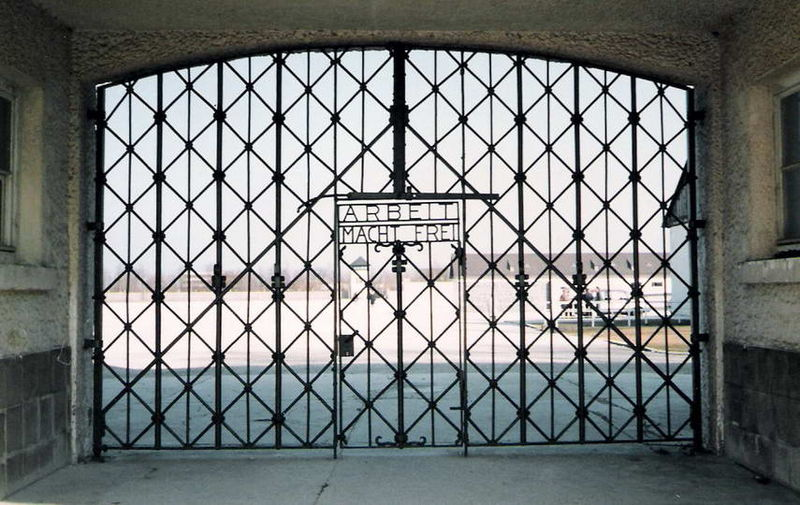
Tor (Original) im Jourhaus, dem ehemaligen Eingangsgebäude des KZ Dachau

Im KZ Dachau war der Spruch „Arbeit macht frei“ in ein schmiedeeisernes Tor eingelassen, das den Durchgang des 1936 neuerrichteten Eingangsgebäudes zum Häftlingslager verschloss. Der Nürnberger KZ-Häftling Karl Röder berichtet, dass er den Leitspruch in der Sicherheitswerkstätte des Konzentrationslagers hatte schmieden müssen. Im KZ Dachau schrieb Jura Soyfer das bekannte Dachau-Lied, in dessen Refrain der Spruch „Arbeit macht frei“ aufgegriffen wird.
Diebstahl
In der Nacht zum 2. November 2014 wurde die historische Tür am Jourhaus, das den Haupteingang des Häftlingsbereiches des ehemaligen Konzentrationslagers Dachau bildete und heute das Eingangstor der Gedenkstätte ist, von unbekannten Tätern gestohlen. Die Tür enthält den Schriftzug „Arbeit macht frei“. Gut zwei Jahre später, am 2. Dezember 2016, wurde die Tür nach norwegischen Polizeiangaben in der Stadt Bergen in Westnorwegen wiedergefunden. Die Polizei stellte sie nach einem anonymen Hinweis sicher. Wie sie nach Norwegen gelangte, sollte länderübergreifend geklärt werden. Am 22. Februar 2017 kehrte die Tür nach Dachau zurück. Sie wird künftig in der Dauerausstellung des Museums in einer alarmgesicherten und klimatisierten Vitrine zu sehen sein. Am Eingangstor bleibt die im April 2015 anlässlich des 70. Jahrestages der Befreiung des KZ Dachau gefertigte Replik erhalten.

### Buchenwald
Das einzige KZ mit einer abweichenden Torüberschrift war das KZ Buchenwald mit dem Spruch „Jedem das Seine“. Dieses Zitat geht auf den römischen Dichter und Staatsmann Marcus Tullius Cicero zurück: Justitia suum cuique distribuit („Die Gerechtigkeit teilt jedem das Seine zu“). Abgekürzt in «suum cuique» wurde es ein Wahlspruch der preußischen Könige. Als Inschrift schmückte es den 1701 von Friedrich III. von Brandenburg gestifteten Hohen Orden vom Schwarzen Adler. Am Mauerfries über dem eisernen Tor von Buchenwald stand außerdem: Recht oder Unrecht mein Vaterland. Der 1947 erschienene Gedichtband des ehemaligen Buchenwald-Häftlings Karl Schnog trägt den Titel Jedem das Seine.

## Verwendung in der Gegenwart
Der Gebrauch, verbunden mit mangelnder Kenntnis über die Geschichte dieser Parole, führt regelmäßig zu einem Eklat.
Während des Bundestagswahlkampfes 2005 erklärte der damalige stellvertretende SPD-Vorsitzende Ludwig Stiegler, die Wahlparole der CDU „Sozial ist, was Arbeit schafft“ erinnere ihn an „Arbeit macht frei“. Später entschuldigte er sich für diesen Vergleich.
Für Aufregung sorgte 2010 auch eine Verballhornung des Ausdrucks durch den Aeroclub von Treviso, der mit einem dem Auschwitz-Schild nachempfundenen Schriftzug „Fliegen macht frei“ gegen die geplante Schließung des örtlichen Flughafens protestierte.
2012 wurden eine freie Moderatorin und eine Assistentin des Lokalradios Gong 96,3 entlassen, weil sich die Moderatorin in einer Sendung mit den Worten Arbeit macht frei an die Hörer gewandt hatte, welche am letzten Samstag im Juli arbeiten mussten. Bei der Staatsanwaltschaft München war deshalb ein Ermittlungsverfahren wegen Volksverhetzung eingeleitet worden.
Im Juli 2017 verwendete das serbische Nachrichtenmagazin Nedeljne Informativne Novine den Satz auf der Titelseite, um die Missachtung geltender Arbeits- und Streikgesetze durch die serbische Regierung zu kritisieren.
Im Jahr 2019 kam es zu einem Eklat, als VW-Konzernchef Herbert Diess seine Mitarbeiter mit dem Slogan „Ebit macht frei“ versuchte, zur Arbeit zu motivieren.
In Finnland nahm die Patent- und Registerbehörde (Patentti- ja rekisterihallitus) im Mai 2021 den Namen „Oy Arbeit Macht Frei Ltd.“ für eine Unternehmung an. Die Namensgenehmigung für „Oy Arbeit Macht Frei Ltd.“ durch die Patent- und Registerbehörde in Finnland im Mai 2021 führte zu einem folgenschweren Fehler, den die National Board of Patents and Registration (NBPR) aktiv vor Gericht anficht. Die Kontroverse entstand aufgrund des mangelnden deutschen Sprachverständnisses eines Sachbearbeiters, der nicht erkannte, dass der Ausdruck „Arbeit macht frei“ als NS-Slogan in Konzentrationslagern Verwendung fand, und die NBPR prüft die Möglichkeit einer Rücknahme dieser Entscheidung vor dem Obersten Verwaltungsgericht.